# 개암버섯
개암버섯(학명: Hypholoma lateritium)은 주름버섯목 독청버섯과에 속하는 담자균의 일종이다. 식용이 가능하다.

## 특징
갓크기는 35-81mm로 초기에는 반구형-반반구형이고 끝은 안쪽으로 말려 있고, 옅은 황색의 섬유질상 내피막으로 싸여있으나, 성장하면 반반구형-편평하게 퍼퍼지며, 종종 중앙부위가 다소 돌출 되어 있고, 갓 끝에 백색의 섬유질상 내피막 잔유물이 있으나 곧 소실된다. 표면은 평활하고 습할 때 점성은 있으나, 다소 흡습성이다. 황적갈색-황토적색을 띠며, 중앙 부위는 짙은 색이고 갓 끝부위에서 다소 옅은 색을 띠며, 주변부는 백색, 황백색-갓과 같은 색의 섬유상인편이 있다. 조직은 비교적 두꺼우며 항백색을 띠고, 치밀하다. 맛은 부드럽거나 다소 쓴맛이 있고 향기는 불확실하다. 주름살은 대에 완전붙은 주름살이며 약간 빽빽하고, 초기에는 담황색-황백색이나 후에 황갈색-자갈색을 띤다. 주름살끝은 백색이고 분질상이다. 대는 56-113*3.5-11.3mm고 원통형이고, 상하 굵기가 비슷하거나 상부쪽이 다소 가늘며, 종종 굽어 있다. 상부는 유백색-담황색을 띠며 다소 분질물이 있고, 하부쪽으로는 점차 황토-황적갈색을 띠며 종으로 섬유상선이 있다. 성숙하면 속이 비어 있으며, 다소 질기며 탄력성이 있고, 종종 다수의 대는 기부에서 합쳐지며, 암적갈색을 띤다. 일반적으로 턱받이는 형성하지 않는다.

## 발생시기
가을에 특히 밤 주울 때 밤나무 광엽수의 고사목이나 그루터기 또는 매몰된 나무에 다수 군생한다.

## 분포
한국과 동아시아, 유럽 및 북미, 중국에 분포한다.